# Besik Kuduchov
Besarion "Besik" Kuduchov (rusky Бесик Кудухов) nebo (gruzínsky ბესარიონ კუდუხოვი (კუდუხაშვილი)), (15. srpen 1986 v Cchiloni, Sovětský svaz – 29. prosince 2013 Krasnodarský kraj, Rusko) byl ruský zápasník volnostylař, dvojnásobný olympijský medailista z let 2008 a 2004.

## Sportovní kariéra
Zápasení se začal věnovat v 10 letech v Beslanu, kam se jeho rodina přesunula z oblasti Jižní Osetie za lepšími životními podmínkami. Jeho prvním trenérem byl Valentin Gozojev. V mládí prošel juniorskými reprezentačními výběru Ruska a v roce 2005 se poprvé objevil mezi seniory. V roce 2008 získal bronzovou medaili na olympijských hrách v Pekingu, když v semifinále nestačil na Japonce Tomohiro Macunagu. Tehdy se již připravoval v moskevském armádním klubu CSKA pod vedením Alexeje Safronova. V roce 2012 se nominoval na olympijské hry v Londýně a vybojoval stříbrnou olympijskou medaili, když ve finále nestačil na Ázerbájdžánce Togrula Asgarova. O vytouženou zlatou olympijskou medaili se měl pokusit na olympijských hrách v Rio de Janeiru, jenže jeho sny ukončila tragická událost během vánočních svátků roku 2013. Zahynul při dopravní nehodě nedaleko Armaviru.
29. srpna 2016 byl publikován report, ze kterého plynulo, že během olympijských hrách 2012 v Londýně byl nadopován. 

## Výsledky
| Turnaj             | 2003 | 2004 | 2005           | 2006           | 2007           | 2008           | 2009        | 2010        | 2011        | 2012        |
| Turnaj             | 17   | 18   | 19             | 20             | 21             | 22             | 23          | 24          | 25          | 26          |
| Turnaj             |      |      | bantamová váha | bantamová váha | bantamová váha | bantamová váha | pérová váha | pérová váha | pérová váha | pérová váha |
| ------------------ | ---- | ---- | -------------- | -------------- | -------------- | -------------- | ----------- | ----------- | ----------- | ----------- |
| Olympijské hry     |      | —    |                |                |                | 3.             |             |             |             | 2.          |
| Mistrovství světa  | —    |      | —              | 2.             | 1.             |                | 1.          | 1.          | 1.          |             |
| Mistrovství Evropy | —    | —    | —              | —              | 1.             | —              | —           | —           | —           | —           |
| MS juniorů         | —    | —    | 1.             | —              |                |                |             |             |             |             |
| ME kadetů          | 1.   |      |                |                |                |                |             |             |             |             |